# 東北福祉情報専門学校
東北福祉情報専門学校（とうほくふくしじょうほうせんもんがっこう）とは、宮城県気仙沼市にある専門学校。

## 概説
- 気仙沼市の若者が地元で学べる環境を作ろうと、元衆議院議員（当時）の小野寺五典が理事長を務めていた学校法人増子学園が東北情報専門学校として2002年4月開設。最初は情報ビジネス科だけだったが、2年目に介護福祉士養成施設の認定を受けて介護福祉課も設置し学校名も改称した。
- しかし、若者の介護職離れや少子化の影響で学生が集まらなくなり、2009年度は一定学生数が確保できないことを理由に新入生受け入れを停止。2010年度は学生募集を行なわず、2010年3月6日の卒業式を最後に休校となる。
- 校舎は空き店舗を改装した3階建ての建物に入っていた。今後も閉校はせず、建物の事務室だけ継続して借り、卒業生のための一部事務を継続する。

### 東北福祉大学（姉妹校）
- 東北福祉大学とは姉妹校を結び、福祉大の教授による授業もあった。編入試験に合格すれば、卒業後に福祉大3年次へ編入できた。福祉大の通信教育部の科目修了試験会場にもなっていた。